# 니어브

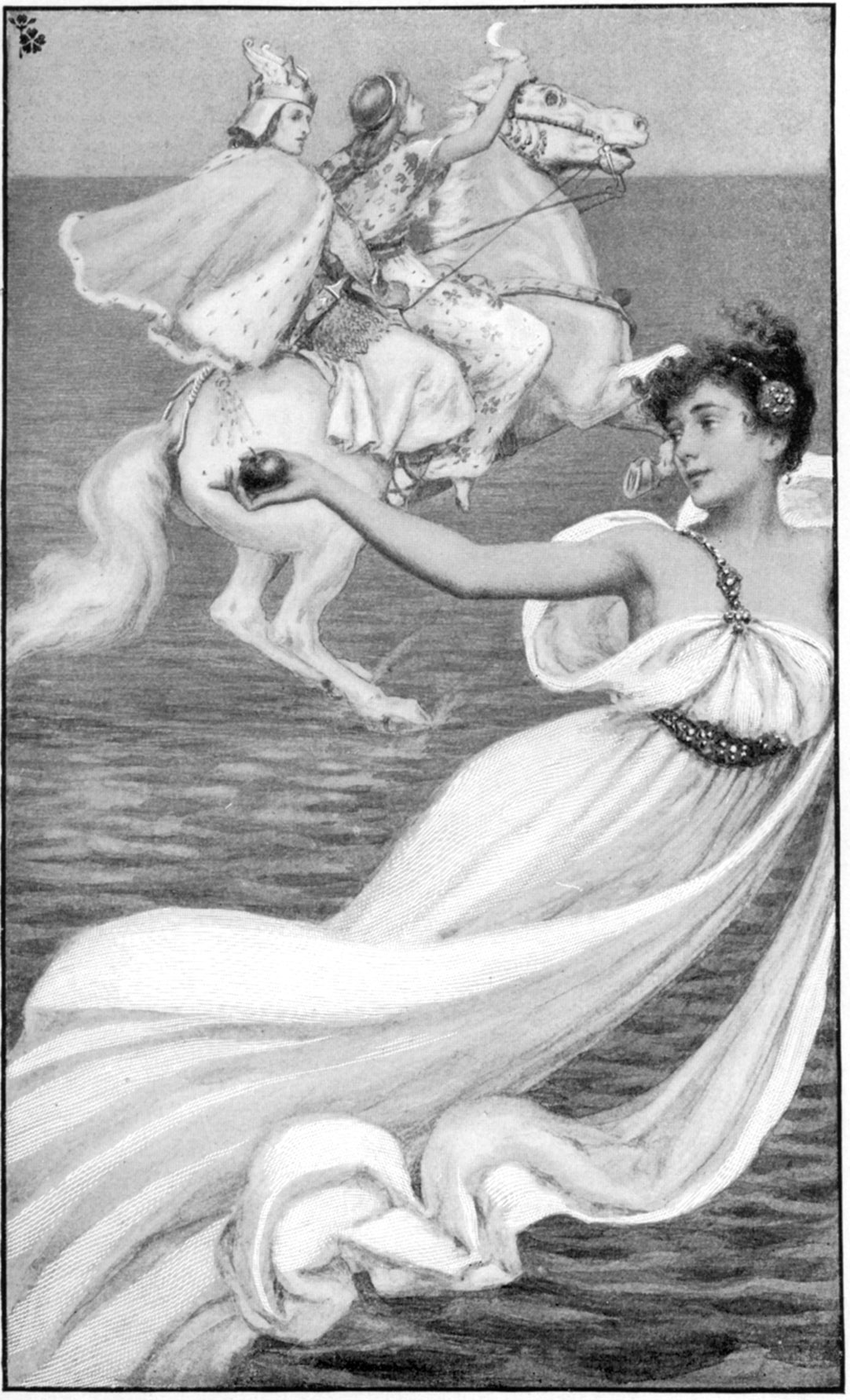
티르 나 노그로 향하는 오신과 니어브. 1899년 앨버트 헤르터 그림.

니어브(아일랜드어: Niamh)는 아일랜드 신화에 나오는 마난난 막 레르의 딸이다.

## 관련 내용
니어브는 마법적인 암말 엔바르를 타고 대서양을 건너와 핀 막 쿠월에게 그 아들 오신을 자신들이 사는 별세계 티르 나 노그로 초대해도 되냐고 물었다. 오신은 아버지에게 곧 돌아오겠다고 약속하고 니어브와 함께 여행을 떠났다.
오신은 티르 나 노그에서 함께 지내면서 니어브와 사랑에 빠졌다. 그러나 별세계에서 3년 정도를 지내자 고향이 그리워졌다. 니어브는 오신에게 고향에 다녀오도록 엠바르를 빌려주면서 절대로 말에서 내리거나 아일랜드의 흙을 밟아서는 안 된다고 일렀다.
오신이 아일랜드로 돌아와 보니 그가 별세계에서 보낸 3년은 사실 이쪽 세계의 300년이었다. 오신은 핀 막 쿠월과 피어너를 어디서 찾을 수 있냐고 사람들에게 물었지만 이미 수백 년 전의 일이라 다들 전설 속의 이야기로만 알고 있지 누구 하나 아는 사람이 없었다. 그렇게 오신이 아일랜드 땅을 돌아다니던 도중 선돌을 옮기던 사람들이 오신에게 도움을 청했다. 오신은 그들을 도와준다고 말에서 내렸는데, 땅에 닿은 순간 갑자기 폭삭 늙어 노인이 되어 버렸다. 오신은 파트리치오 주교에게 자신의 경험담을 들려 주었고, 곧 죽을 때까지 주교에게 보살핌을 받았다. 한편 니어브는 그동안 오신의 딸 플루르 너 므반을 낳아 길렀는데, 오신이 돌아오지 않자 그를 찾아 아일랜드로 왔지만 오신은 이미 죽은 뒤였다.

## 같이 보기
- 오이진의 방랑

## 참고 문헌
- Struik Publishers (2007년 11월 2일). 《Mythology: Myths, Legends and Fantasies》. Struik. 231쪽. ISBN 978-1-77007-453-8.[깨진 링크(과거 내용 찾기)]